# Pleurothyrium triflorum
Pleurothyrium triflorum är en lagerväxtart som beskrevs av Van der Werff. Pleurothyrium triflorum ingår i släktet Pleurothyrium och familjen lagerväxter. Inga underarter finns listade i Catalogue of Life.